# Vasalja
Vasalja (németül Walschenau) község Vas vármegyében, a Körmendi járásban.

## Fekvése
Az osztrák határ közelében helyezkedik el, Körmendtől 5 kilométerre nyugatra, a Pinka patak partján.
A szomszédos települések: kelet felől Magyarnádalja, dél felől Kemestaródfa, északnyugat felől pedig Pinkamindszent. Közigazgatási területe észak, illetve északkelet felől érintkezik egy-egy rövid szakaszon Szentpéterfa és Harasztifalu határszélével is.

### Megközelítése
Legfontosabb közúti megközelítési útvonala a Körmendtől az osztrák határ felé vezető 8708-as út, ez Vasalja településrészt is érinti, Pinkaszentkirályon pedig teljesen végig is húzódik, annak főutcájaként, kelet-nyugati irányban. Déli szomszédja irányából a 7452-es út vezet Pinkaszentkirály központjába, míg Vasalja központja a 8708-as útból délnek kiágazó 87 112-es számú mellékúton érhető el.
Az ország távolabbi részei felől a 8-as főúton közelíthető meg, horvátnádaljai letéréssel.
Vasútvonal nem érinti, a legközelebbi vasúti csatlakozási lehetőségeket a Szombathely–Szentgotthárd-vasútvonal Horvátnádalja megállóhelye vagy Körmend vasútállomása kínálja, néhány kilométerre keletre.

## Története
A községnek két különálló településrésze különböztethető meg. A Körmend-Németújvár közötti 8708-as út mentén fekszik Pinkaszentkirály, míg attól délnyugatra Vasalja községrész.
Első ismert okleveles említése 1418-ból származik.
Az 1960-as évekig Pinkamindszent volt a térség központja, majd a határsáv és vasfüggöny következtében Vasalját jelölték ki központnak. Itt épült fel a négy falu lakosságát kiszolgáló orvosi rendelő, tanácsháza, ma körjegyzőség épülete. Itt található a Szent István király templom. Magáról az Árpád-kori templomról eredeztetik Pinkaszentkirály településrész nevét.
1899. szeptember 1-től 1959. szeptember 30-ig a Körmend–Németújvár-vasútvonal kapcsolta be a települést a vasúti közlekedésbe. Az egykori itteni állomás felvételi épülete ma lakóház.
A településtől nyugatra 2004. május 1-jén került sor a Pinkamindszent-Szentkút átkelőhely megnyitására, amellyel egy időben  a Rákóczi Ferenc utca is megújult és két körforgalom is létesült.

## Közélete

### Polgármesterei
- 1990–1994: Laki Tibor (független)[5]
- 1994–1998: Laki Tibor (független)[6]
- 1998–2002: Laki Tibor (független)[7]
- 2002–2006: Laki Tibor (független)[8]
- 2006–2010: Gombás Alajos (független)[9]
- 2010–2014: Gombás Alajos (független)[10]
- 2014–2019: Gombás Alajos (független)[11]
- 2019–2024: Péter Árpád (független)[12]
- 2024– : Péter Árpád (független)[1]

## Népesség
A település népességének változása:
| Lakosok száma | 311  | 321  | 317  | 333  | 309  | 298  | 300  |
|               | 2013 | 2014 | 2015 | 2021 | 2022 | 2023 | 2024 |

A 2011-es népszámlálás során a lakosok 91,7%-a magyarnak, 0,3% németnek, 0,7% szlovénnek mondta magát (8,3% nem nyilatkozott; a kettős identitások miatt a végösszeg nagyobb lehet 100%-nál). A vallási megoszlás a következő volt: római katolikus 80,8%, református 3%, evangélikus 1,7%, felekezet nélküli 4% (10,6% nem nyilatkozott).
2022-ben a lakosság 96,8%-a vallotta magát magyarnak, 1,3% németnek, 0,3% cigánynak, 1,3% egyéb, nem hazai nemzetiségűnek (3,2% nem nyilatkozott; a kettős identitások miatt a végösszeg nagyobb lehet 100%-nál). Vallásuk szerint 65,4% volt római katolikus, 4,9% református, 1,6% evangélikus, 0,3% görög katolikus, 1,3% egyéb keresztény, 2,3% egyéb katolikus, 1,9% felekezeten kívüli (22,3% nem válaszolt).

## Nevezetességei
- A község legismertebb műemléke a falkutatás után helyreállított Szent István király templom, melynek román kori részleteit a déli falon láthatjuk a félköríves, keskeny ablakokkal és a bélletes, háromszögoromzatos kapuval.
- A Kossuth utca 50. számú népi lakóház védett építészeti érték.

## Ismert személyek
- Itt született Huszár Mihály (1874–1941) magyar katolikus esperes-plébános, országgyűlési képviselő.